# Stazione di Hanamaki
La stazione di Hanamaki (花巻駅?, Hanamaki-eki) è una stazione ferroviaria situata nella città di Hanamaki, nella prefettura di Iwate, ed è servita dalla linea principale Tōhoku della JR East.

## Linee ferroviarie
East Japan Railway Company
■ Linea principale Tōhoku
■ Linea Kamaishi

## Struttura
La stazione è costituita da un marciapiede laterale e due a isola collegati da sovrappassaggio con due binari passanti. La biglietteria è aperta dalle 6:00 alle 21:00. Sono presenti tornelli automatici, un chiosco ristoro e un ristorante di soba.
| 1 | ■ Linea Kamaishi          | per Shin-Hanamaki, Tōno e Kamaishi |
| 1 | ■ Linea principale Tōhoku | per Hizume e Morioka               |
| 2 | ■ Linea principale Tōhoku | per HanaKitakamiaki e Ichinoseki   |
| 3 | ■ Linea principale Tōhoku | per Hizume e Morioka               |

## Stazioni adiacenti
| «                       | Servizio                | »                       |
| Linea principale Tōhoku | Linea principale Tōhoku | Linea principale Tōhoku |
| ----------------------- | ----------------------- | ----------------------- |
| Murasakino              | Locale                  | Hanamaki Aeroporto      |
| Kitakami                | Rapido Aterui           | Yahaba                  |
| Yahaba                  | Rapido Hamayuri         | Shin-Hanamaki           |
| Linea Kamaishi          |                         |                         |
| Capolinea               | Locale                  | Shin-Hanamaki           |